# Penicillium chermesinum
Penicillium chermesinum är en svampart som beskrevs av Biourge 1923. Penicillium chermesinum ingår i släktet Penicillium och familjen Trichocomaceae.   Inga underarter finns listade i Catalogue of Life.